# Мадона дел Пјанто (Фрозиноне)
Мадона дел Пјанто је насеље у Италији у округу Фрозиноне, региону Лацио.
Према процени из 2011. у насељу је живело 66 становника. Насеље се налази на надморској висини од 297 м.